# 阿尔巴诺拉齐亚莱

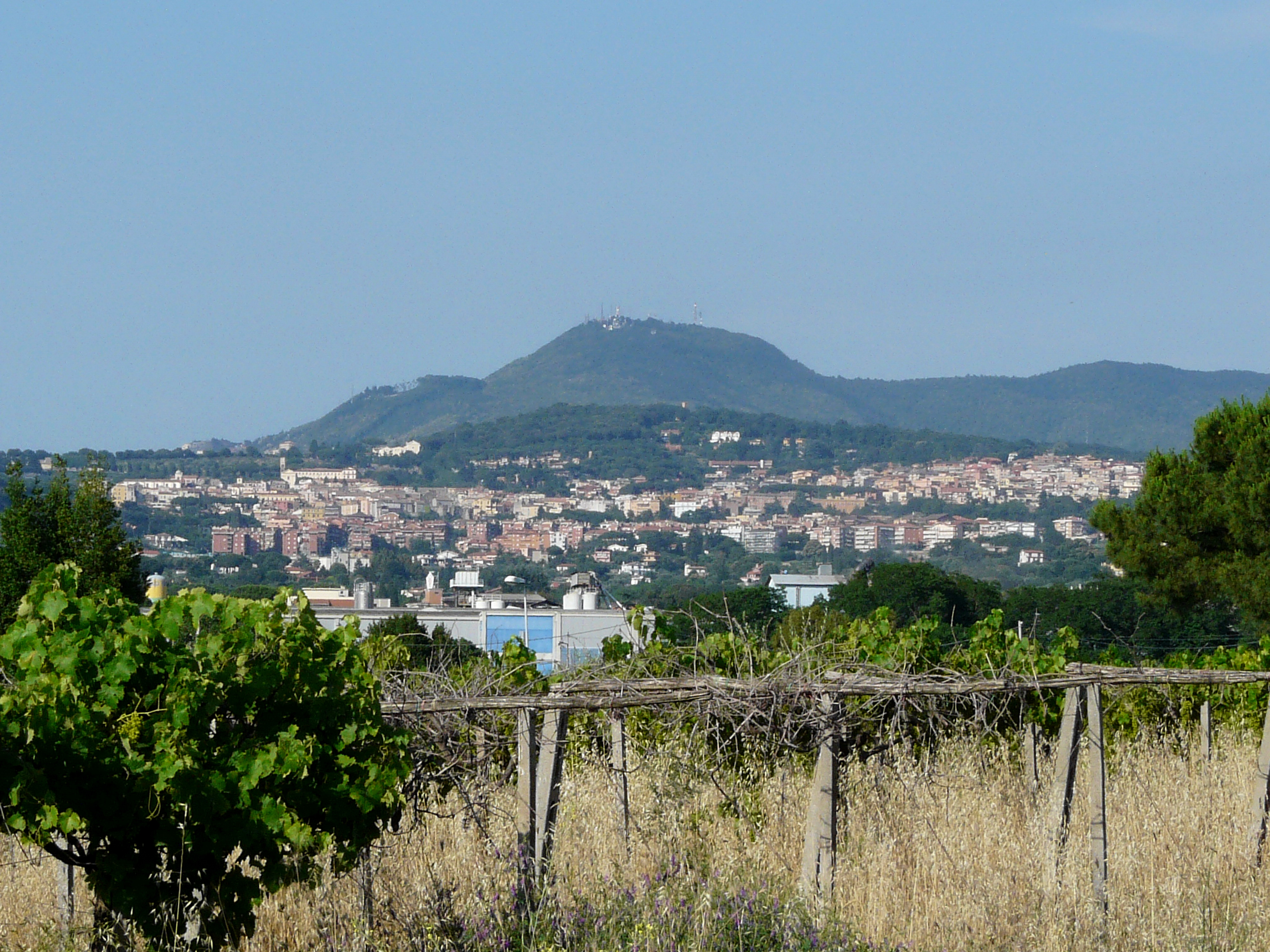
市镇风景

阿尔巴诺拉齐亚莱（義大利語：Albano Laziale）是意大利拉齐奥大区羅馬首都廣域市的一个市镇，面积23.8平方公里，人口38,258人（2004年）。